# Wolfe Morris
Wolfe Morris (* 5. Januar 1925 als Woolf Steinberg in Portsmouth, Hampshire, England; † 21. Juli 1996 in Camden, London) war ein britischer Schauspieler.

## Leben
Morris wurde an der Royal Academy of Dramatic Art ausgebildet und machte 1943 seinen Abschluss. Nachdem er zunächst für einige Jahre im Repertoiresystem tätig gewesen war, hatte er 1947 sein Debüt am Londoner West End. Er trat in zahlreichen Aufführungen als Mitglied der Royal Shakespeare Company auf, mit der er auch auf Tournee war. Seine Theaterkarriere umspannte fünf Jahrzehnte; er trat jedoch auch in Film und Fernsehen auf und war 1968 in der BBC-Radio-Hörspielbearbeitung von Der Hobbit als Gollum zu hören.
Sein Spielfilmdebüt hatte er 1950 im Kriminalfilm Achtung! Kairo… Opiumschmuggler in einer kleinen Rolle ohne Namensnennung im Abspann, in den darauf folgenden Jahren trat er zunächst in einigen Fernsehserien und Fernsehfilmen auf. Eine größere Nebenrolle spielte er 1957 an der Seite von Peter Cushing im Abenteuerfilm Yeti, der Schneemensch; weiterhin agierte er 1961 in der Edgar-Wallace-Verfilmung The Clue of the New Pin und im Episoden-Horrorfilm Totentanz der Vampire.
Morris trat 1967 in der fünften Staffel von Doctor Who in fünf der sechs Folgen von The Abominable Snowmen als Padmasambhava auf. Das deutschsprachige Fernsehpublikum kennt ihn am ehesten durch sein Mitwirken in den auch hierzulande erfolgreichen britischen Fernsehserien wie Department S und Fünf Freunde. Er war auch im 1978 erschienenen ZDF-Abenteuervierteiler Die Abenteuer des David Balfour zu sehen.
Sein jüngerer Bruder Aubrey Morris wurde ebenfalls als Schauspieler an der RADA ausgebildet, seine Tochter Shona Morris wirkt als RADA-Lehrkraft.

## Filmografie (Auswahl)

### Film
- 1957: Yeti, der Schneemensch (The Abominable Snowman)
- 1958: Die gelbe Hölle (The Camp on Blood Island)
- 1959: Feinde von gestern (Yesterday's Enemy)
- 1961: Clue of the New Pin
- 1963: Neun Stunden zur Ewigkeit (Nine Hours to Rama)
- 1971: Totentanz der Vampire (The House That Dripped Blood)
- 1973: Der Mackintosh-Mann (The MacKintosh Man)
- 1975: Sherlock Holmes’ cleverer Bruder (The Adventure of Sherlock Holmes’ Smarter Brother)
- 1976: Mohammed – Der Gesandte Gottes (Mohammad, Messenger of God)
- 1979: James jr. schlägt zu (The London Connection)
- 1979: Explosion in Cuba (Cuba)
- 1992: Wie ein Licht in dunkler Nacht (Shining Through)

### Fernsehen
- 1964: Task Force Police (Softly Softly Task Force)
- 1967: Doctor Who
- 1968: Der Mann mit dem Koffer (Man in a Suitcase)
- 1969: Department S
- 1969: The Champions
- 1972: Gene Bradley in geheimer Mission (The Adventurer)
- 1975: Die Füchse (The Sweeney)
- 1978: Die Abenteuer des David Balfour (Kidnapped)
- 1979: Fünf Freunde (The Famous Five)
- 1984: Jim Bergerac ermittelt (Bergerac)
- 1987: Emmerdale